# Кипиани, Дмитрий Иванович
Князь Дмитрий Иванович Кипиани (груз. დიმიტრი ივანეს ძე ყიფიანი; 14 [26] апреля 1814, Мерети, Тифлисская губерния — 24 октября [5 ноября] 1887, Ставрополь, Российская империя) — грузинский политический деятель, публицист, писатель и переводчик. Действительный статский советник. Мученик (память 14 апреля) Грузинской православной церкви. 

## Биография
Родился 14 (26) апреля 1814 года в семье, происходившей из княжеского рода, в селе Мерети (около Гори), на тот момент уже находившемся в составе Российской империи. Отец, Иван (Кочо) Кипиани, рано умер и мать, Варвара Пурцеладзе, смогла дать сыну лишь начальное образование.
В 8-летнем возрасте брат Дмитрия, Кайхосро, служивший на таможне в Сурами, перевёз Дмитрия в Тифлис, где устроил его в Тифлисское благородное училище, которое было окончено им в 1830 году. В этом году училище было преобразовано в гимназию, где с 3 февраля 1831 года Дмитрий Кипиани стал работать учителем: преподавал грузинский и русский языки, географию и арифметику. Но в 1832 году он участвовал в заговоре грузинского дворянства против царской власти с целью добиться независимости Грузии и после раскрытия заговора был сослан в Вологду, где некоторое время работал в канцелярии губернатора; вскоре стал секретарём, а затем — начальником канцелярии.
В 1837 году по ходатайству вологодского губернатора Д. Н. Бологовского ему было разрешено вернуться в Грузию, где он поступил на государственную службу и до 1864 года занимал различные должности в аппарате наместника; занимал должности столоначальника, начальника хозяйственного отдела, директора канцелярии, члена совета главного управления и другие; 21 декабря 1854 года был произведён в действительные статские советники. В 1861 году, во время реформы по отмене крепостного права ему были поручены переговоры с грузинской знатью и выработка условий, на которых крепостное право должно быть отменено в Грузии. По плану Кипиани 1862 года крестьяне не получали землю, а должны были платить за её аренду землевладельцам.
С 15 марта 1864 по 1870 год был предводителем дворянства Тифлисской, а затем с 12 августа 1885 по 6 августа 1886 года — Кутаисской губерний. С 1876 по 1879 год он был тифлисским градоначальником.
Активно участвовал в общественной и культурной жизни Грузии. Он был президентом Кавказского аграрного общества, одним из основателей Общества по распространению грамотности среди грузин и Грузинского драматического общества. Он регулярно публиковал эссе и статьи в грузинской и русской печати. Он впервые перевёл Шекспира на грузинский и написал грамматику грузинского языка.

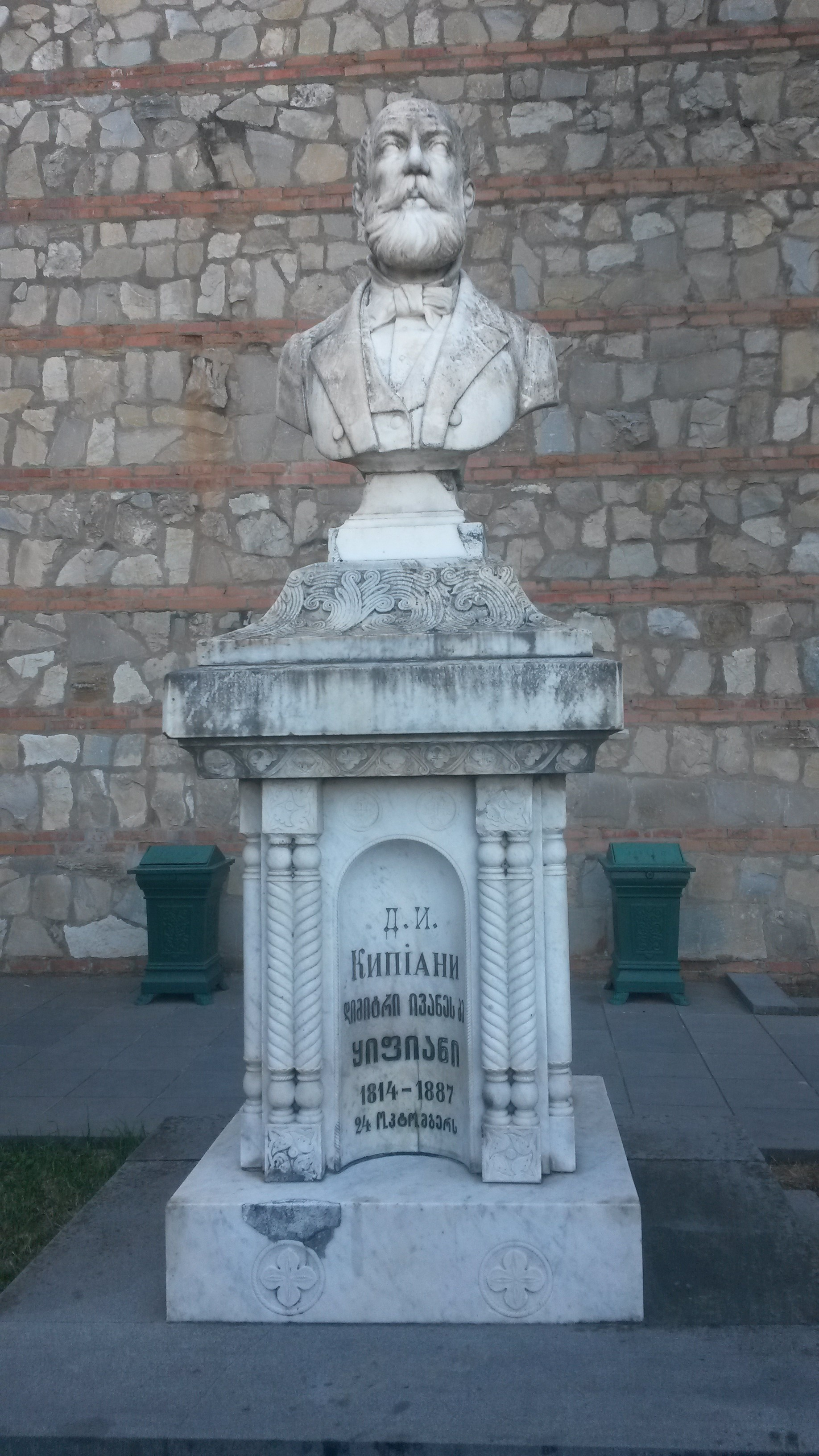
Могила в Пантеоне Мтацминда

Несмотря на политическую лояльность Кипиани, царские чиновники всегда относились к нему настороженно. Он рассматривал Георгиевский трактат как единственно возможную модель взаимоотношений Грузии и России и всячески защищал грузинский язык и грузинскую культуру. В частности, в 1870-е годы он выступил против ограничения статуса грузинского языка в государственных школах. В октябре 1885 года на встрече в великим князем Михаилом Николаевичем в Боржоми выступил с резкой критикой кавказского наместника князя Дондукова-Корсакова за ущемление грузинской культуры. Он составил доклад наместнику и царской администрации, но под сильным нажимом из Петербурга вынужден был прекратить эту деятельность.
В 1886 году слушатель Иосиф Лагиашвили был исключён из Тифлисской духовной семинарии, за что убил ректора семинарии протоиерея Павла Чудецкого. Русский экзарх Грузии Павел (Лебедев) предал за это грузинский народ анафеме. В ответ Кипиани написал ему письмо с призывом уехать из Грузии. 6 августа 1886 года по приказу Александра III Кипиани был смещён с поста предводителя дворянства и выслан в Ставрополь, где 24 октября (5 ноября) 1887 года был убит при неясных обстоятельствах (по другим сведениям убит грабителями в ночь на 25 октября в Симферополе).
Был похоронен 8 ноября с большими почестями и при многочисленном стечении народа в пантеоне Мтацминда в Тифлисе. В надгробной речи Акакий Церетели назвал Кипиани, как и грузинского царя-мученика XIII века, Димитрием Самопожертвователем (Тавдадебули); похороны переросли в демонстрацию антиправительственного протеста. Надгробие на могиле создал известный скульптор Феликс Ходорович.
В честь Д. И. Кипиани названы улицы в Тбилиси, Кутаиси, Хашури. А. Церетели посвятил ему стихотворение «Гантиади» (Рассвет). В селе Квишхети в 1990 году открыт дом-музей Дмитрия Кипиани. С 2000 года существует общество его имени, занимающееся исследованием его деятельности. Синод Грузинской православной церкви 26 апреля 2007 года причислил его к лику святых как мученика, пострадавшего за отечество.

## Основные произведения
- «Несколько мыслей о материалах для истории Грузии» («Кавказ», 1854, № 30 — 33, 35 и 39).
- «Записки» («Русская Старина», 1886, книги 3, 5, 7 — 9).

## Награды
- орден Св. Анны 2-й степени
- орден Св. Владимира 3-й степени (1852?)
- орден Св. Станислава 1-й степени (1857)
- орден Св. Анны 1-й степени (1860)
- орден Св. Владимира 2-й степени (1866)
- персидский орден Льва и Солнца (1857)

## Семья
В январе 1845 года женился на Нине Чилашвили. У них было 6 детей (трое умерли в детстве):
- Николай (Нико) (1846—1905) — учёный, публицист, издатель; жил в Бельгии
- Константин (Коте) (1849-1921) — лексикограф, актёр, теоретик театра, считается основателем грузинской реалистической актерской школы, автор «Русско-грузинского словаря по астрономии, зоологии, минералогии и разных терминов и технических слов» (1896).
- Елена Кипиани-Лордкипанидзе (1855—1890) — писатель, журналист, театральный критик, актриса; собирала грузинский фольклор и церковные песнопения. Ей принадлежат переводы Мольера, Г. де Мопассана, А. Доде; в 1883 году она учредила альманах «Грузинская библиотека».